# Pan-blaue Koalition

Flagge der Kuomintang

Die Pan-Blaue Koalition (chinesisch 泛藍聯盟 / 泛蓝联盟, Pinyin Fànlán Liánméng), oder Pan-Blauen Kräfte (泛藍軍 / 泛蓝军,  Fànlán Jūn), ist eine informale Parteienkoalition in der Republik China auf Taiwan, bestehend aus der Kuomintang (KMT), der Qinmindang (PFP) und der kleineren Xindang (NP). Der Name der Koalition stammt vom Blau der Flagge der KMT. Im Gegensatz zur pan-grünen Koalition unterstützt sie den Chinesischen Nationalismus sowie eine Annäherungspolitik gegenüber der Volksrepublik China.
Langfristig verfolgt die pan-blaue Koalition eine Vereinigung Taiwans mit der Volksrepublik China (unter nationalistischen, d. h. nicht-kommunistischen Voraussetzungen), verfolgt dieses Ziel jedoch nur noch unterschwellig und stattdessen offiziell eine neutralere Haltung der Erhaltung des Status quo. Die Hauptmotivation für oder gegen die Koalition ist meistens auf die starke Beziehung der Koalition zu Festlandchina zurückzuführen. Die wirtschaftlichen Vorteile einer Kooperation mit Festlandchina werden ebenfalls betont.

## Entstehung und Geschichte
Während der 1990er Jahre gab es einen Bruch innerhalb der KMT zwischen denen, die eine chinesische Identität Taiwans fördern wollten, was einer Tendenz zur Kooperation mit dem chinesischen Festland entsprach, und jenen, die eine stärkere taiwanische Identität wollten, geführt durch den damaligen Präsidenten Lee Teng-hui. Dieser Bruch resultierte in der Gründung der Xindang („Neuen Partei“).
Während der Präsidentenwahl im Jahr 2000 sorgte Lee Teng-hui dafür, dass Lien Chan für die KMT kandidierte, anstelle des beliebteren James Soong. Daraufhin löste sich dieser ebenfalls von der Partei los und gründete die Qinmindang („Volksnahe Partei“), die in Hinblick auf die Identität Taiwans einen stärker „pro-chinesischen“ Standpunkt als die KMT einnimmt. Jedoch wurden beide Kandidaten bei der Präsidentenwahl 2000 vom DPP-Kandidaten Chen Shui-bian geschlagen.

Das Logo wurde für die Präsidentschaftswahlen 2004 entworfen und soll die enge Zusammenarbeit der Kuomintang und Qinmindang durch die personifizierten Farben der Parteien auf dem Tandem darstellen.

Während der Präsidentschaftswahl 2001 führte der Bruch zwischen den pan-blauen Wählern, die sich zwischen zwei Kandidaten aus den eigenen Reihen entscheiden mussten, zum Sieg für Chen. Dem KMT-Vorsitzenden Lee Teng-hui, dem die Schuld für die Wahlniederlage zugeschrieben wurde, wurde aus der Partei ausgeschlossen und gründete eine eigene Partei, die pan-grüne Taiwanische Solidaritätsunion (TSU). Nach Lees Ausschluss wurde die KMT wieder konservativer und begann eine informale, aber enge Kooperation mit der Qinmindang und der Xindang. Diese Zusammenarbeit war die Geburtsstunde der pan-blauen Koalition. Dennoch behält die Koalition ihre separaten Parteistrukturen bei, wobei Wahlstrategien zusammen entschieden und durchgeführt werden.
So kandidierten bei der Präsidentschaftswahl 2004 Lien Chan (KMT) als Präsident und James Soong (Qinmindang) als Vizepräsident. Das Kampagnenemblem war ein Tandem mit einer blauen (KMT-) und einer orangen (Qinmindang-)Figur.
Es gab sogar Gespräche einer Fusion der KMT und Qinmindang für das Jahr 2005, welche jedoch auf Eis gelegt wurden. Bei den Legislativwahlen 2004 organisierten sich die drei pan-blauen Parteien so weit, dass sie sich die Stimmen gemeinsam teilten anstelle gegenseitig darum die konkurrieren (配票,  pèipiào). So stellte die Xindang alle Kandidaten bis auf einen unter dem KMT-Logo auf. Im Ergebnis gewann die KMT 11 Sitze und die DPP verlor 12. Nach der Wahl klagte der Qinmindang-Vorsitzende James Soong die KMT an, seine Partei für ihre eigenen Belange missbraucht zu haben und kündigte an, keine zwischenparteilichen Verhandlungen mehr führen zu wollen. Soongs Bekanntmachung wurde stark von der KMT, der Mehrheit der Qinmindang und der Xindang verurteilt.
Am 24. Februar 2005 traf James Soong Präsident Chen Shui-bian das erste Mal seit vier Jahren und veröffentlichte eine „10-Punkte-Deklaration“, welche den Namen "Republik China", den Status quo in der Taiwanstraße und die drei Verbindungen (Post, Transport und Handel) behandelt und befürwortete. Lien hingegen antwortete auf eine Einladung Chens zu einem Treffen nicht. Nach dem großen „pan-blauen Besuch in China“ im Jahr 2005 unterbrachen Soong und Chen ihre Verbindungen.
Die Wahlen zum Legislativ-Yuan am 12. Januar 2008 brachten der oppositionellen Pan-blauen Koalition einen erdrutschartigen Sieg über die regierende Pan-grüne Koalition. Auch die Wahl zum Legislativ-Yuan am 14. Januar 2012 wurde durch die Parteien der Pan-blauen Koalition gewonnen. Die darauffolgende Wahl zum Legislativ-Yuan 2016 und die Präsidentenwahl 2016 gingen dagegen verloren. 2016 und 2020 war die Pan-blaue Koalition durch die eigenständige Kandidatur von Soong zu dem gespalten.
Nach den Wahlen 2024 kam es zu einer Pattsituation. Zwar gewann Lai Ching-te die Präsidentenwahl für das Pan-grüne Lager jedoch erhielt die DPP keine Mehrheit bei der Wahl des Legislativ-Yuans. Die Taiwanische Volkspartei, die bereits 2020 ins Parlament einzog, begann mit der KMT die Blau-Weiße Kooperation.